# Walerij Usolcew
Walerij Fiodorowicz Usolcew, ros. Валерий Фёдорович Усольцев (ur. 21 lutego 1958 w Nowosybirsku) – rosyjski hokeista, trener hokejowy.

## Życiorys
- SKA Nowosybirsk (1976/1977)
- Binokor Taszkent (1978-1982)
- Sibir Nowosybirsk (1982-1988)
- Towimor Toruń (1989-1991)
- STS Sanok (1991-1993)
- Górnik 1920 Katowice (1993-1994)

Wychowanek wojskowego klubu SKA w rodzinnym Nowosybirsku. Po odbyciu służby wojskowej w Taszkencie powrócił do Nowosybirska i rozegrał sześć sezonów z drużyną Sibiru Nowosybirsk. Na początku stycznia 1989 przyjechał do Polski i w trakcie sezonu 1988/1989 został zatrudniony w klubie Towimor Toruń (wraz z nim przyjechali trener Wasilij Bastiers i napastnik Boris Barabanow). Byli jednymi z pierwszych obcokrajowców w polskiej lidze. Łącznie rozegrał 73 mecze w barwach Towimoru, w których zdobył 20 goli. Barabanow i Usolcew zostali uznani za jednych najwybitniejszych zawodników w historii toruńskiego hokeja. Po sezonie 1990/1991 w sierpniu 1991 wraz z Władimirem Mielenczukiem (także wychowanek SKA Nowosybirsk) przeniósł się do drugoligowego wówczas zespołu z Sanoka, STS, gdzie pełnił rolę grającego współtrenera. W 1992 wywalczył z zespołem awans do ekstraklasy. W sezonie 1992/1993 I ligi był najlepszym asystentem drużyny i drugim punktującym (30 punktów, w tym 11 asyst). Po sezonie odszedł z klubu.
Trzecim polskim przystankiem w karierze były Katowice. W sezonie 1993/1994 zdobył z Górnikiem 1920 brązowy medal Mistrzostw Polski (wraz z nim m.in. Valērijs Vauļins). Następnie zakończył karierę zawodniczą. Później był szkoleniowcem grup młodzieżowych w Nowosybirsku.
Żonaty z Antoniną, ojciec Antona i Wiaczesława.

## Sukcesy
Klubowe
- Złoty medal wyższej ligi: 1983 z Sibirem Nowosybirsk
- Awans do polskiej ekstraligi: 1992 z STS Sanok
- Brązowy medal mistrzostw Polski: 1994 z Górnikiem 1920 Katowice

Indywidualne
- I liga polska w hokeju na lodzie (1993/1994): najlepszy obrońca ligi